# 洛塔尔·克内策尔
洛塔尔·克内策尔（德語：Lothar Knörzer，1933年8月4日—），德国男子田径运动员。他曾代表德国联队参加1956年夏季奥林匹克运动会田径比赛，获得男子4×100米接力铜牌。